# Бакхол (Вирџинија)
Бакхол (енгл. Buckhall) насељено је место без административног статуса у америчкој савезној држави Вирџинија.

## Демографија
По попису из 2010. године број становника је 16.293.
| Група             | 2000.    | 2010.          |
| Белци             | 0 (0,0%) | 11.581 (71,1%) |
| Афроамериканци    | 0 (0,0%) | 1.395 (8,6%)   |
| Азијати           | 0 (0,0%) | 1.166 (7,2%)   |
| Хиспаноамериканци | 0 (0,0%) | 1.665 (10,2%)  |
| Укупно            | 0        | 16.293         |